# 劉寅 (嘉靖進士)
劉寅（？—？），字宗夏，改字伯亮，直隸保定府博野縣人，民籍，明朝政治人物。

## 生平
嘉靖三十七年（1558年）戊午科順天府鄉試第十六名舉人。嘉靖四十一年（1562年）中式壬戌科會試第二百四十三名，三甲第七十八名進士。隆庆六年（1572年）官河南彰德府知府。

## 家族
曾祖劉政；祖父劉春；父劉文強，母馬氏。具慶下。兄孟、仲。弟卯、午。